# Martin Dresse
Martin Dresse (* 30. März 1880 in Staffelstein; † 29. November 1969) war ein deutscher Jurist.

## Leben
Am 1. August 1909 wurde er dritter Staatsanwalt, am 12. Mai 1919 zweiter Staatsanwalt bei der Staatsanwaltschaft München I. Am 16. November 1924 wurde er Landgerichtsrat in Passau, ab 1. Januar 1929 erster Staatsanwalt und am 1. April 1932 Landgerichtsdirektor am Landgericht München I.
Dresse war gegen die nationalsozialistische Bewegung eingestellt. Dies kam besonders im Hitler-Prozess zum Ausdruck, an der er 1924 als zweiter Staatsanwalt unter dem ersten Staatsanwalt Ludwig Stenglein beteiligt war.
Diese Gegnerschaft sollte nach der Machtübernahme der Nationalsozialisten 1933 zu seiner Versetzung führen. Ihm eröffnet, „dass in Aussicht genommen sei, ihn auf Grund § 5 Absatz I des Gesetzes zur Wiederherstellung des Berufsbeamtentums [vom 7. April 1933, RGBl. (1933), S. 175] in ein Amt von geringerem Range außerhalb Münchens zu versetzen. Daraufhin bat Dresse um Versetzung in den dauernden Ruhestand, wozu er auf Grund des § 5 Absatz II ... berechtigt war“. Seine Pensionierung erfolgte zum 1. Januar 1934.
Vom 9. Mai 1945 bis 21. Oktober 1945 war er Landrat des Landkreises Starnberg.
Archivoberrat Dr. Reinhard Weber vom Staatsarchiv München schreibt über ihn in einem Brief: „Dresse war ein konservativer aber korrekter Justizbeamter, der, obwohl Naziopfer, nach 1945 nicht zum Wiederaufbau der Justiz verwendet wurde. Das hat ihn sehr gekränkt. Deshalb verfasste er seine Erinnerungen, die sich überwiegend mit der rechtslastigen bayerischen Justiz der 1920er Jahre beschäftigen.“